# Mei Huang
Mei Huang (* 1964 in Hengyang)  ist eine chinesische Autorin, Kuratorin und Kulturvermittlerin. Sie lebt und arbeitet in Berlin und Beijing.

## Leben
Mei Huang wurde in Hengyang in der Provinz Hunan geboren. Sie studierte Geophysik mit dem Abschluss Bachelor of Science an der Universität Peking und der Chinesischen Akademie der Sozialwissenschaften (CASS). Sie schloss mit einem Master in Philosophie und Ästhetik unter Meister Li Zehou ab. 1989 ging sie zum Studium der Kunstpädagogik nach Deutschland und promovierte 1997 an der Johann Wolfgang Goethe-Universität Frankfurt am Main.
Huang veröffentlichte mehrere deutsche und chinesische Bücher. Ebenso arbeitet sie als Essayistin und Übersetzerin. Sie übersetzte wissenschaftliche Fachbücher, darunter das Handbuch zur Ausstellungspraxis von A bis Z. 2013 wurde Mei Huangs autobiografischer Roman Eheliches Rederecht in China veröffentlicht. Er führte zu Diskussionen über kulturübergreifende Lebensentwürfe. 2018 erschien ihr zweiter autobiografischer Roman Love Until Death, erst in chinesischer Sprache und 2020 in englischer Übersetzung in Australien. Der zweite Roman vertieft die Fragestellungen des ersten vor dem Hintergrund ihrer Erfahrung als alleinerziehende Mutter im Spätstadium ihrer Krebserkrankung.

## Künstlerische und soziale Projekte
1999 initiierte und gründete Mei Huang den gemeinnützigen Verein FIAKE e.V., seit 2001 ist sie erste Vorsitzende. Als Initiatorin und Organisatorin kultureller Veranstaltungen engagiert sich Mei Huang insbesondere für Jugendliche in Deutschland und China. Seit 2003 leitet sie das Projekt Ode an die Freude – 100 Konzerte mit mehr als 80 Veranstaltungen in chinesischen Städten, darunter Beijing, Shanghai, Dalian, Luoyang, Wuhan, Wuxi, Shenzhen und Guangzhou. FIAKE lädt deutsche und chinesische Musik- und Tanzgruppen zum gegenseitigen Besuch und Austausch ein. 2009 leitete sie das Kulturprogramm Deutschland und China – Gemeinsam in Bewegung in Hubei/Wuhan. Als Geschäftsführerin der 3-Mönche Wirtschafts-, Kultur- und Bildungsbrücke GmbH ist sie ebenso tätig. Seit 2006 trägt Mei Huang zur Verwirklichung einer Vielzahl von Ausstellungsprojekten bei, als Organisatorin, als Kuratorin und als Kulturvermittlerin.
Mei Huang hat ihre Lebenserlebnisse auf verschiedene Weise verarbeitet, zunehmend wurde sie künstlerisch selbst aktiv. Installation, Video, Fotografie, Performance und Mode zählen zu den künstlerischen Ausdrucksformen, mit denen sie ihre eigenen Erfahrungen, Freude und Leid darstellt und mit anderen Menschen teilen möchte. Während der Coronapandemie im Jahr 2020 gründete sie MMAE720 – Moving Meditation Art Experience, ein privater Kunstraum, um mit anderen Menschen Kunst zu teilen. Ihr fortwährendes Engagement ist geprägt vom Dialog zwischen den Kulturen, zwischen Kunstschaffenden verschiedener Hintergründe und der wohltätigen Unterstützung der Projekte. 2021 lud Mei Huang beispielsweise in Zusammenarbeit mit dem Charité Comprehensive Cancer Center ins MMAE720 zu einem Kreativ-Workshop für Krebspatienten und Zugehörige ein. Die Künstlerin selbst hatte die Diagnose „Darmkrebs im Endstadium“ erhalten und es geschafft, die Krankheit zu besiegen. Anderen Mut machen und Betroffene unterstützen, begleiten ihr tiefes soziales Engagement.
Im Jahr 2023 unternahm Mei Huang ein lange Reise, um die Asche ihrer Mutter von Beijing nach You Xian, Zhuzhou, zu bringen und um ihr im Liu-Tempel ihrer Geburts- und Heimatstadt die letzte Ehre zu erweisen. Da dieses architektonische Relikt mit einer über 300-jährigen Geschichte verfallen war, unterstützte Mei Huang die Instandsetzung des Tempels und seiner Umgebung mit einer großzügigen Spende. Sie sammelte weitere Spenden, sodass im Februar 2024 mit der Restaurierung begonnen werden konnte, auch mit technischer Beratung durch Professor Luo Ming, Experte für Kulturdenkmäler und Archäologie der Central South University, Changsha, Hunan. Im Mai 2025 wurde der Abschluss der Restaurierung des Liu-Tempels gefeiert, lokale und überregionale Medien berichteten detailliert, wie z. B. Henan Economic News.

## Kuratorische Projekte
- 2006: Sino German Contemporary Art Forum & Exchange Exhibition, Beijing
- 2008: German contemporary art exhibition, Wuhan
- 2009: Gemeinsam in Bewegung – Zeitgenössische Kunst aus Deutschland und China (Katalog zur Ausstellung)
- 2013: Exhaustion – Germany New Performance Contemporary Art Exhibition, Beijing
- 2013: Infinity Neo-Expressionism – Zhan Zhou International, Contemporary Art (Katalog zur Ausstellung)
- 2015: Oriental Abstraction VS Western Figuration: A Dialogue between Tan Ping and Luciano Castelli[9]
- 2015: Today Art Museum, Soloausstellung des russischen Künstlers Sergey Dozhd, Beijing
- 2015: Hong Kong’s first World Female Artists Exhibition, Hong Kong
- 2016: Hinter jedem Berg steht noch ein Berg, eine Begegnung von Gegenwartskunst aus China und der Schweiz, im Helmhaus Zürich, kuratiert von Simon Maurer, Huang Mei, Li Zhenhua, Daniel Morgenthaler, Michael Vonplon (Musik) und Primo Mazzoni (Film)[10]
- 2016: Shanghai Oil Painting Sculpture Academy Art Museum, Dialog zwischen Tan Ping and Luciano Castelli, Shanghai
- 2016: Dunhuang Fair World Oil Painting Exhibition, Dunhuang, Provinz Gansu
- 2016: The Harbor of the Soul Haitian Festival, Ausstellung europäischer Ölmalerei, Haikou und Sanya, Provinz Hainan
- 2017: Erste China & Europe International Arts Biennale in Prag (Katalog zur Ausstellung)
- 2017: China Europe Culture & Arts Exchange Association (CECAEA), Kuratoren-Team: Huang Mei, Li Haiwang, Qiao Xiaoguang Prag, Tschechien[11]
- 2018: The Silk Road Art Exhibition in Peking in Kooperation mit Akademie of Art and Design, Tsinghua Universität
- 2020/2021: Scars and Annual Rings, kuratiert von Huang Mei, Haus am Lützowplatz, Berlin[12]
- 2022: HUMANITY ÜBERSCHAU #03 mit Positionen zeitgenössischer chinesischer Kunst im CSR Contemporary Show Room, Berlin[13]
- 2022: Lieben bis zum Tod, CSR Contemporary Show Room, Berlin[14]
- 2023: Her Power: Existence. International Female Contemproary Art, Kuratoren-Team: Huang Mei, Guo Zhen, Han Qi, Hong Xin, Hong Kong (Ausstellungkatalog)[15]
- 2023: Gemeinsam in Bewegung – Zeitgenössische Kunst junger KünstlerInnen aus China und Deutschland, KUH. Kunst und Haltung e.V., Düsseldorf[16]
- 2024: DIALOGUE: East meets East. Chinese contemporary art and the Leipzig School, CSR.ART – Contemporary Show Room, Berlin[17]
- 2024: Ansehen Haidian, Ausstellung zum Internationalen Frauentag, 8. März 2024, im Jingdong Multifunktionssaal für Wissenschaft und Technologie, Haidian, China[18]

## Publikationen
Romane
- Love Until Death. Tiandi Press, China 2018, ISBN 978-7-5455-3450-4.
  - Reflections, Love Until Death. Englische Übersetzung von Love Until Death durch Zhao Xiang. Heartspace Publications, Sydney 2019, ISBN 978-0-6486524-0-3.
- Eheliches Rederecht.《结婚话语权》 Guangming Daily Publishing House, Guangming 2013, ISBN 978-7-5112-3762-0.

Monografien
- Kunsterziehung an der Grundschule der VR China der Gegenwart im Vergleich mit Deutschland und Taiwan unter besonderer Berücksichtigung des kulturellen Hintergrundes. Peter Lang, Frankfurt am Main 1998, ISBN 978-3-631-32811-8. (Dissertation)

Beiträge und Sammelbände
- Kunsterziehung in China. Blick in die heutige Unterrichts- und Erziehhungspraxis. In: Renata Fu-sheng Franke, Wolfgang Mitter (Hrsg.): Das Bildungswesen in China, Reform und Transformation. Böhlau Verlag, Köln 2003, ISBN 978-3-412-17301-2, S. 57–71.
- mit Yin Xiaobin (Hrsg.): Gemeinsam in Bewegung. Zeitgenössische Kunst aus Deutschland und China. Kunstverlag der Verlagsgruppe Yangtse, Provinz Hubei 2009, ISBN 978-7-5394-3062-1.
- Infinity Neo-Expressionism, Zhan Zhou International, Contemporary Art (Katalog zur Ausstellung), Hunan Kunstverlag, Hunan 2013, ISBN 978-7-5356-6250-7.
- Is there a need for this exhibition to exist? In: Rochelle Y. H. Yang (Hrsg.): Her Power: Existence. International Female Contemporary Art. Manuscript Publishing & Art Life Foundation Limited, HongKong 2023, ISBN 978-988-76891-2-6, S. 98–99, 104–105.
- Stars and Annual Rings (4.12.2020–11.04.2021). In: Haus am Lützowplatz/Marc Wellmann (Hrsg.): 56 Jahre Haus am Lützowplatz 1960-2025. Permanent Verlag, Berlin 2025, ISBN 978-3-910541-12-2, S. 202.